# FEMISE
FEMISE (französisch Forum Euroméditerranéen des Instituts de Sciences Économiques) ist ein gemeinnütziges Netzwerk von euro-mediterranen Wirtschaftsforschungsinstituten. Der Zusammenschluss wurde 2005 ins Leben gerufen und hat seinen Hauptsitz in Marseille. FEMISE wird durch die Europäische Kommission gefördert und durch das französische Institut de la Méditerranée und das ägyptische Economic Research Forum koordiniert.
Sie hat derzeit 94 Mitglieder, die die Partnerländer des Barcelona-Prozesses repräsentieren. Aus Deutschland sind GIGA German Institute of Global and Area Studies, Deutsches Institut für Wirtschaftsforschung, Institut für Wachstum und Konjunktur an der Universität Hamburg und das Institut für Entwicklungsforschung und Entwicklungspolitik an der Ruhr-Universität Bochum vertreten. Präsident von FEMISE ist der ägyptische Ökonom und Politiker Ahmed Galal; wissenschaftlich wird sie durch den Franzosen Jean-Louis Reiffers geleitet. Darüber hinaus existiert eine Vollversammlung und ein Board of Directors. Das Netzwerk ist in Forschungsprojekten, Konferenzen und regelmäßigen Publikationen engagiert.